# 9 f.Kr.
9 f.Kr. var ett skottår som började en måndag i den proleptiska julianska kalendern, men i verkligheten antingen ett normalår som började en onsdag, torsdag eller fredag, eller ett skottår som började en torsdag i den julianska kalendern (se skottårsfelet i den julianska kalendern för mer information).

## Händelser

### Efter plats

#### Romerska riket
- Pannonien inkorporeras i Romerska riket som en del av Illyrien.
- Fredsaltaret Ara Pacis, invigs efter att dess byggande har bestämts av den romerska senaten fyra år tidigare.
- Tiberius fortsätter sin erövring av Germanien.
- En romersk militär utpost byggs vid nuvarande tyska staden Koblenz.
- Caesarea Maritima i Judeen invigs av Herodes den store.
- Aretas IV Philopatris blir kung i Petra.

#### Europa
- Markomannerna lägger under sig nutida Böhmen.

## Födda
- Quintus Asconius Pedianus, romersk historiker

## Avlidna
- Drusus d.ä., romersk ädling, son till Livia och styvson till Augustus (född 38 f.Kr.; död efter ett fall från en häst)